# Lepidophyma lineri
Lepidophyma lineri är en ödleart som beskrevs av Smith 1973. Lepidophyma lineri ingår i släktet Lepidophyma och familjen nattödlor. IUCN kategoriserar arten globalt som otillräckligt studerad. Inga underarter finns listade i Catalogue of Life.
Arten förekommer i bergstrakter i delstaten Oaxaca i södra Mexiko. Djuret besöker ibland odlingsmark.